# Бандити в Мілані (фільм, 1968)
«Бандити в Мілані» (італ. Banditi a Milano, англ. The Violent Four) — італійський драматичний кримінальний фільм 1968 року, режисера Карло Лідзані. Фільм був внесений до списку 100 італійських фільмів, які потрібно зберегти (100 film italiani da salvare), від післявоєнних до вісімдесятих років.

## Сюжет
У фільмі розповідається про пограбування банків злодійською бандою Кавальєро у Мілані та провінції Турин на початку осені 1967 року. Зокрема, показано їх напад на 11-те відділення «Банку Неаполя», який закінчився перестрілкою з поліцією та погонею вулицями міста.

## Ролі виконують
- Томас Міліан[it] — комісар Базеві
- Джан Марія Волонте — П'єро Канестраро (П'єтро Кавалєро)
- Дон Бакі — Сандро Джанантоніо (Санте Нотарніколя)
- Рей Лавлок[it] — Туччо (Донато Лопес)
- Еціо Санкротті[it] — Бартоліні (Адріано Роволетто)
- Карла Гравіна — телефонна хуліганка
- Пупо де Люка[it] — власник вкраденого
- Агостіна Беллі — дівчина заручниця
- Іда Меда[it] — дружина П'єро
- Лаура Соларі — мати Туччо

## Навколо фільму
У США фільм мав назву «The Violent Four». Кінокритики відзначили невисоку якість кінозйомок, що було напевно викликано скромним бюджетом фільму, у ньому багато метушні, а мало дії. Однак фільм мав свою глядацьку аудиторію, після того як у США (за підтримки «Коза ностра») домоглися заборони на зображення на екрані гангстерів-італійців.

## Нагороди
- 1968: Премія Давида ді Донателло[4]:
  - найкращому продюсерові[it] — Діно де Лаурентіс, разом з фільмом День сови (Il giorno della civetta, 1968)
  - за найкращу режисерську роботу — Карло Лідзані
- 1968: Премія «Італійський Золотий глобус» Асоціації іноземної преси в Італії[it] (Італія):
  - за найкращий фільм[it] — Карло Лідзані
- 1968 : Премія «Золотий кубок» (Італія):
  - найкращому акторові[it] — Джан Марія Волонте
- 1969: Премія «Срібна стрічка» Італійського національного синдикату кіножурналістів:
  - за найкращий сценарій[it] — Діно Маюрі, Массімо де Ріта, Карло Лідзані